# Platanthera bakeriana
Platanthera bakeriana là một loài thực vật có hoa trong họ Lan. Loài này được (King & Pantl.) Kraenzl. miêu tả khoa học đầu tiên năm 1899.